# Madison (Connecticut)
Madison város az USA Connecticut államában, New Haven megyében. Lakosainak száma 17 691 fő (2020. április 1.).

## Népesség
A település népességének változása:

| 2010 | 18 269 |
| 2020 | 17 691 |